# Келдыш, Юрий Всеволодович
Ю́рий (Гео́ргий) Все́володович Ке́лдыш (16 (29) августа 1907, Санкт-Петербург, — 11 декабря 1995, Москва) — советский музыковед-историк. Доктор искусствоведения (1947). Заслуженный деятель искусств РСФСР (1966). Старший брат М. В. Келдыша.

## Биография
Юрий Келдыш родился в Санкт-Петербурге, в семье учёного Всеволода Михайловича Келдыша. В 1930 году окончил научно-композиторский факультет Московской консерватории, где его наставником был М. В. Иванов-Борецкий. В 1930—1950 годах преподавал в консерватории историю русской музыки. В 1926—1932 гг. был членом РАПМ и в 1929 году выступил с резкой критикой балета Сергея Прокофьева «Стальной скок», о котором писал, что он даже без хореографии накладывает буржуазное капиталистическое мышление на пролетарскую тему и, таким образом, проявляет враждебное отношение к советской действительности. Полвека спустя Ю. В. Келдыш писал: «Суждения теоретиков РАПМ страдали вульгарным социологизмом и часто бывали несправедливы по отношению к виднейшим представителям советской музыки и передовым художникам зарубежных стран. …Многие ценные явления классического музыкального искусства объявлялись идейно чуждыми пролетариату. Одной из серьёзных ошибок РАПМ была недооценка вопросов мастерства и крупных музыкальных форм, причём массовая песня рассматривалась как „основное звено“ творчества композиторов». После роспуска РАПМ Келдыш стал членом Союза советских композиторов, позже переименованного в Союза композиторов СССР.
В 1940 году Келдыш защитил в Московской консерватории кандидатскую диссертацию «Очерки по истории русской музыки второй половины XIX века (Музыкальная жизнь 60-х годов XIX века. М. А. Балакирев — Ц. А. Кюи — М. П. Мусоргский — А. П. Бородин)», в 1947 году — докторскую диссертацию на тему «Художественное мировоззрение В. В. Стасова», год спустя получил звание профессора консерватории, в 1946—1949 гг. возглавлял кафедру истории русской музыки. Одновременно в 1946—1950 годах был старшим научным сотрудником Института истории искусств АН СССР. С 1949 года был членом главной редакции первого издания Большой советской энциклопедии.
С 1950 года Келдыш работал в Ленинграде, до 1957 года был профессором кафедры истории музыки Ленинградской консерватории; одновременно в 1950—1957 гг. работал в Ленинградском театральном институте им. А. Н. Островского, был профессором и заместителем директора по научной части, с 1955 года — директором института. Начиная с 1957 года вновь работал в Москве, был старшим научным сотрудником Института истории искусств, в 1961—1974 годах заведовал в институте сектором истории музыки народов СССР; одновременно в 1957—1961 гг. был главным редактором журнала «Советская музыка»; в 1958—1965 гг. — членом Высшей аттестационной комиссии Министерства высшего и среднего специального образования СССР. С 1984 года — главный научный сотрудник ВНИИ искусствознания (с 1990 года — Государственный институт искусствознания).
В 1974—1984 годах Келдыш был секретарём Правления Союза композиторов СССР, с 1976 года — членом-корреспондентом Британской академии. С 1971 года был также членом Комитета по Ленинским и Государственным премиям при Совете Министров СССР.
Среди учеников Келдыша — Т. Владышевская, Е. Добрынина, С. Зверева, А. Кандинский, Ю. Корев, Е. Левашёв, А. Сохор.
Умер в Москве 11 декабря 1995 года; похоронен на Новом Донском кладбище.

## Семья
Младшим братом Юрия Келдыша был учёный М. В. Келдыш.
Дочери — Татьяна Георгиевна Келдыш, музыковед; Л. Г. Пригожина, театровед.

## Научная деятельность
Область научных интересов Келдыша охватывала прежде всего историю и развитие русского музыкального искусства. Среди композиторов, чьё творчество он исследовал — М. П. Мусоргский, П. И. Чайковский, С. В. Рахманинов, а также русская музыка XVIII века. Одним из первых в СССР Келдыш начал исследовать русскую церковную музыку, подготовил к изданию масштабную серию публикаций «Памятники русского музыкального искусства» (выпуски 1-4) о светских и духовных сочинениях XVI—XVIII вв. Под его редакцией вышел в печать десятитомный труд «История русской музыки» (1984—1997) и крупнейшее советское музыкальное издание — «Музыкальная энциклопедия» в шести томах (1973—1982), а также Музыкальный энциклопедический словарь.

### Сочинения
- Романсовая лирика Мусоргского. М., 1933;
- М. П. Мусоргский и А. А. Голенищев-Кутузов // Письма М. П. Мусоргского к А. А. Голенищеву-Кутузову. М., 1939;
- Музыкальная культура 1860-х годов // История русской музыки. Т. 2. М., 1940;
- История русской музыки. Т. 1-3. М., 1947—1954;
- Идейно-общественные предпосылки развития русской музыки в конце XVIII и начале XX века // Очерки истории русской музыки. 1790—1825. Л., 1956;
- Симфоническое творчество А. К. Глазунова // Глазунов. Исследования. Материалы. Публикации. Письма. Т. 1. Л., 1959;
- Некоторые вопросы истории советской музыки // Вопросы музыкознания. Т. 3. М., 1960;
- Критика и журналистика / Избр. статьи. М., 1963;
- Русская музыка XVIII века. М., 1965;
- Об изучении древнерусского певческого искусства // Н. Успенский. Древнерусское певческое искусство. М., 1965;
- Данте в русской музыке // Данте и славяне. М., 1965;
- Неизвестная опера русского композитора // СМ. 1966. ¹12; 100 лет Московской консерватории. 1866—1966. Краткий исторический очерк. М., 1966;
- М. В. Иванов-Борецкий // Выдающиеся деятели теоретико-композиторского факультета Московской консерватории. М., 1966;
- Русская музыка на рубеже двух столетий // Русская художественная культура XIX — начала XX веков (1895—1907). Кн. 1. М., 1968. Кн. 3. М., 1977;
- Введение, Заключение // История музыки народов СССР. Т. 1. М., 1970;
- Опера // Там же. Т. 4. М., 1973;
- Рахманинов и его время. М., 1973;
- Проблема стилей в русской музыке XVII—XVIII веков // СМ. 1973. ¹10;
- Е. И. Фомин. «Ямщики на подставе». Памятники русского музыкального искусства. М., 1977;
- Очерки и исследования по истории русской музыки. М., 1978;
- История русской музыки. Т. 1: Древняя Русь XI—XVII веков. М., 1983;
- Асафьев — критик и строитель советской музыкальной культуры // Б. В. Асафьев и советская музыкальная культура. М., 1986;
- Возникновение и развитие русской оперы в XVIII веке // Musica Antiqua Europae Orientalis / Acta scientifice. Congressus 1. Bydgoszcz, 66. Warsz., 1966;
- Об исторических корнях канта // Musica Antiqua Europae Orientalis / Acta scientifice. Congressus II. Bydgoszcz, 1969;
- Die Symhonie in Russland (Die Welt der Symhonie). Hamburg, 1972[4]

## Награды и премии
- Заслуженный деятель искусств РСФСР (1966)
- Государственная премия РСФСР имени М. И. Глинки (1976) — за музыковедческие работы «Русская музыка XVIII века», «Рахманинов и его время», общую редакцию глав в многотомном коллективном труде «История музыки народов СССР»
- Орден Трудового Красного Знамени (28.12.1946)
- медали

## Память
Памяти Юрия Всеволодовича Келдыша посвящаются так называемые «Келдышевские чтения» — международная научная конференция историков-музыковедов, ежегодно проводимая Отделом музыки ГИИ. Конференция длится, как правило, два дня. Темой конференции избирается одно из актуальных направлений музыковедения, заслушиваются доклады и научные эссэ, презентуются новые издания по истории музыки, подготовленные сотрудниками института, проводится небольшой музыкальный концерт. По итогам конференции издаётся сборник.